# Phare de Lampione
Le phare de Lampione (en italien : Faro di Lampione) est un phare situé sur l'île de Lampione (Îles Pélages) appartenant à la commune de Lampedusa e Linosa en mer Méditerranée, dans la province d'Agrigente (Sicile), en Italie.

## Histoire
Le phare a été mis en service en 1935 sur la pointe ouest de la petite île de Lampione, à 15 km à l'ouest de l'île de Lampedusa, dans le canal de Sicile. Le phare est entièrement automatisé et alimenté par une unité solaire. Il est géré par la Marina Militare.

## Description
Le phare  se compose d'une petit bâtiment carré en pierre de 6 m de haut, avec une petite lanterne sur le toit. Le bâtiment est non peint. Il émet, à une hauteur focale de 20 m, deux éclats blancs toutes les 10 secondes. Sa portée est de 7 milles nautiques (environ 13 km).
Identifiant : ARLHS : ITA-301 ; EF-3064 - Amirauté : E2084 - NGA : 10476 .

## Caractéristiques dufeu maritime
Fréquence : 10 secondes (W)
- Lumière : 1 seconde
- Obscurité : 2 secondes
- Lumière : 1 seconde
- Obscurité : 8 secondes

|              |
| Îles Pélages |

|          |
| Lampione |

### Lien connexe
- Liste des phares de la Sicile